# 3115 Baily
3115 Baily este un asteroid din centura principală, descoperit pe 3 august 1981 de Edward Bowell.